# Vallangoujard
Vallangoujard és un municipi francès, situat al departament de Val-d'Oise i a la regió de Illa de França. L'any 2007 tenia 653 habitants.
Forma part del cantó de Pontoise, del districte de Pontoise i de la Comunitat de comunes Sausseron Impressionnistes.

## Demografia

### Població
El 2007 la població de fet de Vallangoujard era de 653 persones. Hi havia 228 famílies, de les quals 32 eren unipersonals (16 homes vivint sols i 16 dones vivint soles), 60 parelles sense fills, 112 parelles amb fills i 24 famílies monoparentals amb fills.
La població ha evolucionat segons el següent gràfic:
Habitants censats

### Habitatges
El 2007 hi havia 259 habitatges, 230 eren l'habitatge principal de la família, 15 eren segones residències i 14 estaven desocupats. 237 eren cases i 19 eren apartaments. Dels 230 habitatges principals, 203 estaven ocupats pels seus propietaris, 20 estaven llogats i ocupats pels llogaters i 7 estaven cedits a títol gratuït; 4 tenien una cambra, 11 en tenien dues, 19 en tenien tres, 47 en tenien quatre i 149 en tenien cinc o més. 186 habitatges disposaven pel capbaix d'una plaça de pàrquing. A 78 habitatges hi havia un automòbil i a 140 n'hi havia dos o més.

### Piràmide de població
La piràmide de població per edats i sexe el 2009 era:
| Homes | Edats   | Dones |
| ----- | ------- | ----- |
| 0     | 95 o +  | 0     |
| 0     | 90 a 94 | 0     |
| 0     | 85 a 89 | 0     |
| 0     | 80 a 84 | 4     |
| 12    | 75 a 79 | 4     |
| 12    | 70 a 74 | 8     |
| 4     | 65 a 69 | 8     |
| 24    | 60 a 64 | 8     |
| 32    | 55 a 59 | 20    |
| 28    | 50 a 54 | 44    |
| 44    | 45 a 49 | 36    |
| 12    | 40 a 44 | 8     |
| 16    | 35 a 39 | 24    |
| 24    | 30 a 34 | 24    |
| 16    | 25 a 29 | 8     |
| 32    | 20 a 24 | 12    |
| 32    | 15 a 19 | 16    |
| 28    | 10 a 14 | 32    |
| 28    | 5 a 9   | 16    |
| 16    | 0 a 4   | 8     |

## Economia
El 2007 la població en edat de treballar era de 460 persones, 344 eren actives i 116 eren inactives. De les 344 persones actives 324 estaven ocupades (172 homes i 152 dones) i 20 estaven aturades (12 homes i 8 dones). De les 116 persones inactives 34 estaven jubilades, 52 estaven estudiant i 30 estaven classificades com a «altres inactius».

### Ingressos
El 2009 a Vallangoujard hi havia 232 unitats fiscals que integraven 628 persones, la mediana anual d'ingressos fiscals per persona era de 26.579 €.

### Activitats econòmiques
Dels 34 establiments que hi havia el 2007, 2 eren d'empreses alimentàries, 2 d'empreses de fabricació d'altres productes industrials, 5 d'empreses de construcció, 9 d'empreses de comerç i reparació d'automòbils, 1 d'una empresa d'hostatgeria i restauració, 1 d'una empresa d'informació i comunicació, 4 d'empreses immobiliàries, 5 d'empreses de serveis, 3 d'entitats de l'administració pública i 2 d'empreses classificades com a «altres activitats de serveis».
Dels 10 establiments de servei als particulars que hi havia el 2009, 2 eren tallers de reparació d'automòbils i de material agrícola, 2 paletes, 1 lampisteria, 1 electricista, 1 perruqueria i 3 agències immobiliàries.
Dels 2 establiments comercials que hi havia el 2009, 1 era una botiga de menys de 120 m² i 1 una joieria.
L'any 2000 a Vallangoujard hi havia 6 explotacions agrícoles.

## Equipaments sanitaris i escolars
El 2009 hi havia una escola elemental.

## Poblacions més properes
El següent diagrama mostra les poblacions més properes.